# Josefsehe

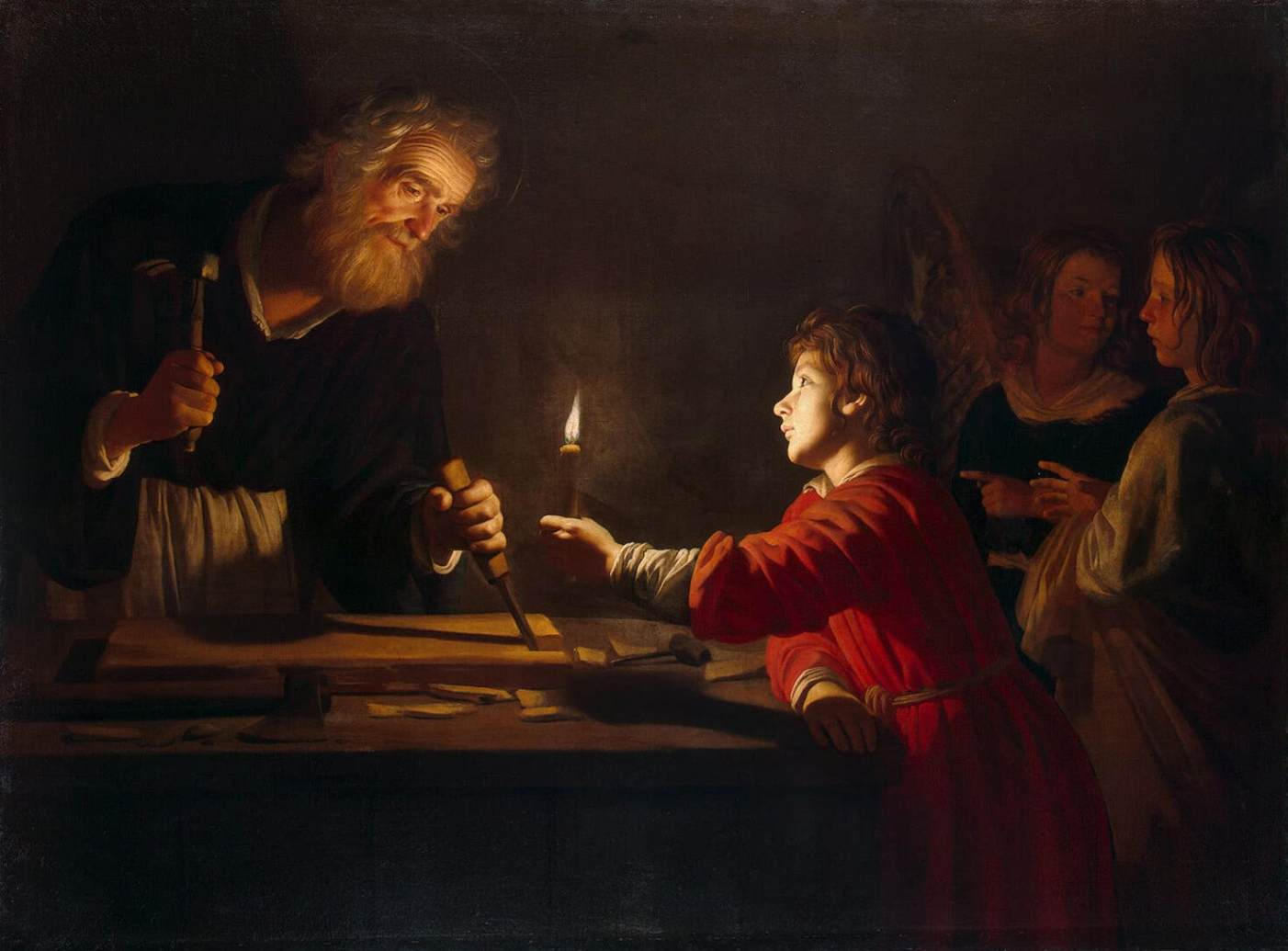
Kindheit Christi, Ölgemälde von Gerrit van Honthorst, um 1620

Eine Josefsehe (auch Engelsehe, weiße Ehe, Jungfernehe, Quasimatrimonium, Matrimonium virgineum) ist eine Form der Ehe, in der beide Ehepartner aus Glaubensgründen auf Geschlechtsverkehr verzichten. Der Begriff ist hergeleitet vom hl. Josef, der nach Überlieferung und Lehre der katholischen Kirche und der orthodoxen Kirchen eine solche Ehe mit Maria geführt haben soll.
Im Neuen Testament ist in Lukas 8,19–21  von Jesu Brüdern und in Matthäus 13,55–56  sowie Markus 6,3  von Jesu Brüdern und Schwestern die Rede. Dies konnte im damaligen Sprachgebrauch aber auch nahe Verwandte bezeichnen, weshalb die katholische und orthodoxe Kirche an der immerwährenden Jungfräulichkeit Marias festhalten und die Worte in Matthäus 1,25a , „Er erkannte sie aber nicht, bis sie ihren Sohn gebar.“ – so interpretieren, dass sie keine Aussage über einen tatsächlichen Vollzug der Ehe nach der Geburt Jesu bedeuten. „Erkennen“ ist eine in der Bibel übliche Umschreibung für Geschlechtsverkehr.
Die christliche Ikonografie unterstreicht die Lehre von der immerwährenden Jungfräulichkeit der Gottesmutter in manchen Darstellungen dadurch, dass Josef als älterer Mann dargestellt wird. Die Vorstellung eines verwitweten Josef basiert auf apokryphen Berichten wie dem Protoevangelium des Jakobus.
Nach dem Kirchenrecht kommt eine Ehe nicht gültig zustande, wenn das gegenseitige Recht auf den ehelichen Akt von vornherein ausgeschlossen wird. Beide Partner können jedoch auf Dauer oder zeitweise auf die Ausübung dieses Rechts verzichten. Gegen den Willen eines Ehegatten ist die Josefsehe ehewidrig. Eine gültig geschlossene Ehe kann nach Kirchenrecht aufgelöst werden, solange diese noch nicht vollzogen wurde (vgl. Ehenichtigkeit).
Nach dem Privatrecht Deutschlands kann trotz § 1353 BGB eine Abrede über zeitweilige oder dauernde Enthaltsamkeit in der Ehe geschlossen werden.
Einigen Heiligen wird zugeschrieben, ganz oder zeitweise in einer Josefsehe gelebt zu haben, etwa den hll. Pulcheria, Cäcilia, Hedwig von Andechs und Katharina von Schweden, wie auch dem Kaiserpaar Heinrich II. und Kunigunde.